# Scrophularia lowei
Scrophularia lowei é uma espécie de planta com flor pertencente à família Scrophulariaceae. 
A autoridade científica da espécie é Dalgaard, tendo sido publicada em Opera Bot. 51: 37. 1979.

## Portugal
Trata-se de uma espécie presente no território português, nomeadamente no Arquipélago da Madeira.
Em termos de naturalidade é endémica da região atrás referida.

## Protecção
Não se encontra protegida por legislação portuguesa ou da Comunidade Europeia.